# 환경농업단체연합회
환경농업단체연합회는 환경농업단체 상호간의 협력을 도모하고 안전한 농산물의 생산 및 소비기반 확대 목적으로 1994년 11월 8일 설립된 대한민국 농림수산식품부 소관의 사단법인이다. 사무실은 서울특별시 서초구 방배동 475-26 유니빌딩 3층에 있다.

## 주요 사업
- 친환경농업육성법 하위법령 개정 추진
- 친환경농업을 유기농업으로 전환시키는 기반 조성 운동 전개
- 회원단체들과 의사소통을 강화시켜 생산, 소비, 정책위원회 기능 복원
- 친환경유기농업 연구소 기반 조성
- 환농연 기념 사업

## 회원 자격
- 정회원 : 환경농업 발전을 위한 제반 사업에 대한 3년 이상의 성적이 있는 환경농업 관련 단체 및 조직
- 준회원 : 단체 설립 후 3년 미만인 환경농업 관련 단체 및 조직
- 기타 본 회의 제반 사업을 후원하는 단체 및 개인을 후원으로 둘 수 있다.